# Закуска
|         |      |        |
| Закуска | Обяд | Вечеря |

Заку̀ска е първото ядене за деня.
В зависимост от страната и обичаите закуската се сервира между 6 и 11 часа сутринта, в България най-често между 7 и 9 сутринта.

## Закуска и здраве
Повечето диетолози и специалисти по хранене са на мнение, че закуската е най-важното от трите хранения, защото спомага за правилното започване на деня и зарежда със сила и енергия. Ако човек редовно не закусва, неговият организъм има тенденция да се уморява по-бързо, а също така се забелязва забавен метаболизъм (обмяна на веществата). Пропускането на закуската увеличава шансовете за развитие на затлъстяване, захарен диабет и може да доведе до сърдечен пристъп (инфаркт на миокарда). Съществуват обаче разногласия по въпроса кое се счита за здравословна закуска и дали трябва да бъде лека или обилна. Също така се счита, че съдържанието, количеството и калоричността на закуската зависи от това дали човек извършва предимно физическа или умствена работа.
Проучване на лекари САЩ установява, че хората, които са закусвали всеки ден, имат с една трета по-малко вероятно затлъстяване в сравнение с тези, които пропускали сутрешното хранене. Незакусващите имат два пъти повече проблеми с повишени нива на кръвната захар, което от своя страна увеличава риска от диабет а и нивото на холестерол, който е известен рисков фактор за сърдечно заболяване.
Изследователите смятат, че сутрешното хранене може да помогне за стабилизирането на нивата на кръвната захар и да регулира апетита. Лекарите предполагат, че тези, които ядат закуска, по-малко преяждат през останалата част от деня.

## Видове закуска
В зависимост от климата и традициите съдържанието на закуската е твърде различно. Най-популярните храни за закуска са плодова салата, каши, препечен хляб, кисело мляко, извара, кашкавал, сухар, салам, яйца, мед. Сред напитките – плодов сок, прясно мляко, чай и кафе. 
- Европейската закуска (наречена още континентална или френска) се основава на средиземноморската традиция в континентална Европа за лека закуска. Тя се състои от препечен хляб на филии, кифличка, кроасан, геврек, пържени яйца, сладкиши, конфитюр, студени безалкохолни напитки (портокалов сок), мляко и кафе.
- Руска закуска

Традиционната руска закуска не отнема много време. На масата, като правило, се сервира каша от всякакви зърнени храни: овес, пшеница, ориз, просо и елда /гречка/ (често с масло, понякога с добавяне на сушени плодове или орехи); извара, сирене, палачинки, бухти, сиренки, запеканки и вареники от тесто, бъркани яйца, омлет, меко сварени яйца. Традиционната напитка на руската закуска е черен чай, но понякога може да се сервира кафе; към чая може да се подава мед, конфитюр, кондензирано мляко, заквасена сметана (всичко това може да се намаже на хляб или батон), бисквити и всички видове кифли. През лятото сезонни плодове могат да допълват закуската: местни ябълки и круши, пъпеши и дини, малини и ягоди, горски плодове. Руската закуска е доста питателна и висококалорична, защото тя трябва да насити човек ако не за цял ден, то до вечеря.
- Английската закуска е доста тежка, с много мазнини. Във Великобритания класическата закуска включва бекон, колбаси, яйца и напитки – обикновено чай или кафе.

Пълната английска закуска съдържа пържени яйца, бъркани яйца, омлет или варено яйце с бекон и колбаси (наденички), пържен хляб, тостове с масло и колбаси (бангери), печени на грил или пържени зеленчуци (домати, гъби), печен боб, пудинг и чай или кафе . По-рядко включва и хашбраун (ястие, подобно на пататник), пържена или варена риба (скумрия, хек, херинга), сушена пикша и други подобни; агнешки пържоли и филе, пържени агнешки бъбреци, бъбреци по рецепта на майстор-готвача (à la maître d’hôtel), шунка, масло, портокалово сладко и т. н. Тъй като някои от елементите не са задължителни, фразата „пълна английска закуска“ или „пълна английска“ често означава закуска, включваща всичко, което се предлага. В останалите региони на Великобритания има специфични набори от продукти, които определят съответно пълна ирландска, шотландска, уелска или корнуолска закуска. 
Пълната закуска става популярна във Великобритания и Ирландия по време на викторианската епоха. Друго име на пълната английска закуска е Фул Монти (Full Monty), на името на британския генерал Бърнард Монтгомъри, по прякор Монти, за когото се казва, че започва всеки ден с пълна английска закуска по време на кампания в Северна Африка . В днешно време традиционната английска закуска се яде по-често само в почивен ден или празник сутрин.
- Турската закуска е обикновено питка с овче сирене, кашкавал, маслини и кафе.
- Китайската закуска се състои от леки ястия, които в китайската традиция за пиене на чай се сервират на масата заедно с чаша китайски чай пуер, обикновено преди обяд. Те са: каша от ориз, морски дарове (риба, раци), зеленчуци, плодове, малки порции десерт, разпределени в няколко чинийки.
- Индийска закуска. Особен акцент в индийската кухня се прави на вегетарианските ястия сабджи от бобове и зеленчуци, овкусени с традиционни подправки, сред които едно от първите места се заема от смес от къри подправки.
- Американската закуска се състои от зърнени изделия, портокалов сок или мляко.